# Club Real Mamoré
Club Real Mamoré, oftast enbart Real Mamoré, är en fotbollsklubb från staden Trinidad i Bolivia. Klubben grundades 2006 genom en fusion av Municipal Trinidad och Real Mamoré och gick samma år i den högsta divisionen i Bolivia. Real Mamoré höll på att åka ut 2010 efter att ha kommit näst sist i nedflyttningstabellen, men fick kvala sig kvar och vann över Real América med 6–4 totalt över två matcher.